# Mykhailo Mudryk
Mykhailo Petrovych Mudryk (tiếng Ukraina: Михайло Петрович Мудрик, phát âm [mɪˈxɑjlo ˈmudrɪk]; sinh ngày 5 tháng 1 năm 2001) là một cầu thủ bóng đá chuyên nghiệp người Ukraina hiện đang thi đấu ở vị trí tiền vệ cánh cho câu lạc bộ Premier League Chelsea và đội tuyển bóng đá quốc gia Ukraina.
Mudryk bắt đầu sự nghiệp bóng đá tại học viện Metalist Kharkiv và Dnipro Dnipropetrovsk trước khi chuyển đến Shakhtar Donetsk năm 2016. Hai năm sau, anh ra mắt chuyên nghiệp bóng đá, sau đó được cho mượn tại Arsenal Kyiv và Desna Chernihiv. Năm 2023, Mudryk chuyển đến câu lạc bộ Anh Chelsea với mức phí ban đầu là 62 triệu bảng.
Mudryk ra mắt đội tuyển Ukraina vào năm 2022, trước đó anh đã từng đại diện cho quốc gia ở các cấp độ trẻ.

## Sự nghiệp câu lạc bộ

### Shakhtar Donetsk
Mudryk bắt đầu chơi bóng tại Metalist Kharkiv vào năm 2010, trước khi chuyển đến học viện của Dnipro Dnipropetrovsk vào năm 2014. Sau khi nhanh chóng thăng tiến qua các nhóm tuổi, Mudryk đã thu hút sự quan tâm của Shakhtar Donetsk, người đã ký hợp đồng với anh cho học viện của họ vào năm 2016.

#### 2018–2021: Ra mắt đội một và cho mượn
Trong mùa giải 2018–19, Mudryk đã thi đấu cho U21 Shakhtar Donetsk. Năm 2018, anh được đôn lên đội một, và được huấn luyện viên Paulo Fonseca cho ra mắt đội một (ở tuổi 17) vào ngày 31 tháng 10 năm 2018 trong trận đấu tại Cúp bóng đá Ukraine với Olimpik Donetsk, trận đấu mà Shakhtar đã thắng 1–0.
Sau khi nhận thấy số phút thi đấu hạn chế ở đội một, để tiếp tục phát triển, vào tháng 2 năm 2019, anh được cho đội bóng của Ukrainian Premier League Arsenal Kyiv cho mượn trong phần còn lại của mùa giải 2018–19, thi đấu 10 trận mà không ghi bàn thắng nào. Anh đã thi đấu cho Arsenal Kyiv gặp các đối thủ gồm Desna Chernihiv, Kolos Kovalivka và Oleksandriya, đóng góp công lớn để giành danh hiệu trong mùa giải 2019–20. Vào mùa hè năm 2020, đội bóng của League of Ireland Premier Division Dundalk đã tiếp cận Shakhtar về một động thái cho mượn, tuy nhiên, câu lạc bộ Ukraine muốn anh ấy ở lại quê hương của mình hơn, và thay vào đó, anh đã ký hợp đồng cho mượn với câu lạc bộ Ukrainian Premier League Desna Chernihiv và đủ điều kiện tham dự vòng sơ loại thứ ba UEFA Europa League. Anh ở lại Chernihiv 4 tháng và chơi 10 trận ở Ukrainian Premier League và một lần ở Cúp quốc gia Ukraina.

#### 2021–2023: Đột phá
Ngày 8 tháng 1 năm 2021, Mudryk trở lại đội bóng Shakhtar Donetsk, thi đấu 3 trận tại Giải bóng đá ngoại hạng Ukraina.
Huấn luyện viên Shakhtar Donetsk, Roberto De Zerbi cho biết Mudryk được coi là một trong những cầu thủ trẻ xuất sắc nhất, đồng thời De Zerbi nói thêm rằng: "Nếu tôi không đưa cầu thủ này lên một tầm cao, tôi sẽ coi đó là một thất bại cá nhân". Ngày 18 tháng 9 năm 2021, Mudryk ghi bàn thắng đầu tiên trong trận đấu gặp Mariupol tại Sân vận động Volodymyr Boyko. Sau nhiều màn trình diễn ấn tượng cho Donetsk Shakhtar, anh đã thu hút sự chú ý của các câu lạc bộ châu Âu bao gồm Sevilla ở Tây Ban Nha và Arsenal ở Anh.
Mudryk bắt đầu mùa giải 2022–23, bằng ghi bàn thắng đầu tiên tại UEFA Champions League và thực hiện hai pha kiến tạo trong chiến thắng 4–1 của Shakhtar Donetsk trước RB Leipzig. Tiếp theo là bàn thắng trong trận hòa 1–1 trên sân nhà trước Celtic. Ngày 19 tháng 10, anh lập một cú đúp trong chiến thắng 3–0 trước Kolos Kovalivka. Phong độ sung mãn giúp Mudryk có 7 bàn thắng và 6 pha kiến tạo sau 12 trận đấu, được vinh danh là Cầu thủ xuất sắc nhất năm của Ukraina và Cầu thủ xuất sắc nhất năm của Shakhtar.

### Chelsea
Mặc dù đàm phán với đội bóng Arsenal ở Premier League  trong kỳ chuyển nhượng mùa đông, vào ngày 15 tháng 1 năm 2023, Mudryk đã được Chelsea ký hợp đồng vĩnh viễn, có thời hạn 8 năm rưỡi với mức phí ban đầu € 70 triệu (62 triệu bảng), tăng lên 100 triệu euro (89 triệu bảng) trong các tiện ích bổ sung. Đây là vụ chuyển nhượng lớn nhất từ trước đến nay của Shakhtar và Giải bóng đá ngoại hạng Ukraine, khiến anh trở thành cầu thủ bóng đá Ukraina đắt giá nhất mọi thời đại, vượt qua kỷ lục của Andriy Shevchenko, người cũng chuyển đến Chelsea với giá 30,8 triệu bảng (43,875 triệu euro) vào năm 2006. Khi đến câu lạc bộ này, Mudryk đã được trao chiếc áo số 15. Anh có trận ra mắt Chelsea vào ngày 21 tháng 1, trong trận hòa 0–0 trước Liverpool tại Anfield.

## Sự nghiệp quốc tế

### Đội tuyển trẻ
Từ năm 2017 đến 2018, Mudryk thi đấu cho U17 Ukraina. Từ năm 2018 đến 2019, anh thi đấu cho U19 Ukraina với tổng cộng 11 lần ra sân và ghi 5 bàn thắng. Năm 2019, anh được triệu tập vào U21 Ukraina, thi đấu 9 trận và chỉ ghi 1 bàn. Ngày 7 tháng 9 năm 2021, anh ghi bàn thắng quyết định từ quả đá phạt trực tiếp vào lưới đối thủ Armenia.

### Đội tuyển quốc gia
Tháng 4 năm 2022, anh lần đầu tiên được gọi vào đội tuyển bóng đá quốc gia Ukraine ở trại tập luyện từ tháng 4 đến tháng 5 năm 2022 tại Slovenia. Ngày 11 tháng 5 năm 2022, anh ra mắt đội tuyển quốc gia Ukraina trong trận giao hữu gặp câu lạc bộ Borussia Mönchengladbach và ghi bàn thắng đầu tiên tại sân vận động Borussia-Park,Mönchengladbach.

## Đời sống cá nhân
Mudryk sinh ra và lớn lên ở Krasnohrad, Kharkiv Oblast. Là một người theo Cơ đốc giáo Chính thống, anh thường xuyên mang các biểu tượng tôn giáo đến các trận đấu và đã nói bằng một cách cởi mở về tầm quan trọng của đức tin đối với anh. Mudryk có một số hình xăm, trong đó có hình xăm dòng chữ "Only Jesus" là hình xăm quan trọng nhất của anh.

## Thống kê sự nghiệp

### Câu lạc bộ
Tính đến ngày 18 tháng 2 năm 2023
| Câu lạc bộ             | Mùa giải          | Giải đấu                        | Giải đấu | Giải đấu  | Cúp Quốc gia | Cúp Quốc gia | Cúp liên đoàn | Cúp liên đoàn | Châu lục | Châu lục | Khác | Khác | Tổng cộng | Tổng cộng |
| Câu lạc bộ             | Mùa giải          | Phân công                       | ứng dụng | Bàn thắng | Trận         | Bàn          | Trận          | Bàn           | Trận     | Bàn      | Trận | Bàn  | Trận      | Bàn       |
| ---------------------- | ----------------- | ------------------------------- | -------- | --------- | ------------ | ------------ | ------------- | ------------- | -------- | -------- | ---- | ---- | --------- | --------- |
| Shakhtar Donetsk       | 2018–19           | Giải bóng đá Ngoại hạng Ukraina | 0        | 0         | 1            | 0            | —             | —             | 0        | 0        | 0    | 0    | 1         | 0         |
| Shakhtar Donetsk       | 2019–20           | Giải bóng đá Ngoại hạng Ukraina | 3        | 0         | 0            | 0            | —             | —             | 0        | 0        | 0    | 0    | 3         | 0         |
| Shakhtar Donetsk       | 2020–21           | Giải bóng đá Ngoại hạng Ukraina | 3        | 0         | 0            | 0            | —             | —             | 0        | 0        | 0    | 0    | 3         | 0         |
| Shakhtar Donetsk       | 2021–22           | Giải bóng đá Ngoại hạng Ukraina | 11       | 2         | 1            | 0            | —             | —             | 7        | 0        | 0    | 0    | 19        | 2         |
| Shakhtar Donetsk       | 2022–23           | Giải bóng đá Ngoại hạng Ukraina | 12       | 7         | 0            | 0            | —             | —             | 6        | 3        | 0    | 0    | 18        | 10        |
| Shakhtar Donetsk       | Tổng cộng         | Tổng cộng                       | 29       | 9         | 2            | 0            | —             | —             | 13       | 3        | 0    | 0    | 44        | 12        |
| Arsenal Kyiv (mượn)    | 2018–19           | Giải bóng đá Ngoại hạng Ukraina | 10       | 0         | 0            | 0            | —             | —             | —        | —        | —    | —    | 10        | 0         |
| Desna Chernihiv (mượn) | 2020–21           | Giải bóng đá Ngoại hạng Ukraina | 10       | 0         | 1            | 0            | —             | —             | —        | —        | —    | —    | 11        | 0         |
| Chelsea                | 2022–23           | Premier League                  | 4        | 0         | —            | —            | —             | —             | 1        | 0        | —    | —    | 5         | 0         |
| Tổng số sự nghiệp      | Tổng số sự nghiệp | Tổng số sự nghiệp               | 53       | 9         | 3            | 0            | —             | —             | 14       | 3        | 0    | 0    | 70        | 12        |

1. 1 2 3  Ra sân tại UEFA Champions League

### Đội tuyển quốc gia
Tính đến ngày 26 tháng 3 năm 2024
| Đội tuyển quốc gia | Năm       | Trận | Bàn |
| ------------------ | --------- | ---- | --- |
| Ukraina            | 2022      | 8    | 0   |
| Ukraina            | 2023      | 8    | 1   |
| Ukraina            | 2024      | 2    | 1   |
| Tổng cộng          | Tổng cộng | 18   | 2   |

Cập nhật ngày 17 tháng 10 năm 2023.
| STT | Ngày                 | Địa điểm                               | Số trận | Đối thủ | Bàn thắng | Kết quả | Giải đấu                 |
| --- | -------------------- | -------------------------------------- | ------- | ------- | --------- | ------- | ------------------------ |
| 1   | 17 tháng 10 năm 2023 | Sân vận động Quốc gia, Ta' Qali, Malta | 15      | Malta   | 3–1       | 3–1     | Vòng loại UEFA Euro 2024 |
| 2   | 26 tháng 3 năm 2024  | Sân vận động Wrocław, Wrocław, Ba Lan  | 18      | Iceland | 2–0       | 2–0     | Vòng loại UEFA Euro 2024 |

## Danh hiệu

##### Shakhtar Donetsk[6]
- Giải bóng đá ngoại hạng Ukraina: 2019–20
- Siêu cúp bóng đá Ukraina: 2021

##### Cá nhân
- Cầu thủ Ukraina của năm: 2022[18]
- Cầu thủ xuất sắc nhất năm của Shakhtar Donetsk : 2021,[29] 2022[30]